# John Adams (televizijska serija)
John Adams (eng. John Adams) je američka televizijska mini-serija koja kronološki prati većinu političkog života američkog Predsjednika Johna Adamsa kao i njegovu važnu ulogu koju je imao u osnivanju Sjedinjenih Američkih Država. U mini-seriji koju je režirao Tom Hooper, a napisao Kirk Ellis prema knjizi John Adams autora Davida McCullougha glavne uloge su ostvarili Paul Giamatti kao John Adams, Laura Linney kao Abigail Adams, Stephen Dillane kao Thomas Jefferson, Tom Wilkinson kao Benjamin Franklin i David Morse kao George Washington. Ova biografska priča o Johnu Adamsu i prvih pedeset godina SAD-a originalno je emitirana u sedam nastavaka na televizijskoj mreži HBO u razdoblju od 16. ožujka do 20. travnja 2008. godine. 
Mini-serija John Adams pobrala je hvalospjeve televizijskih kritičara i osvojila mnoge prestižne nagrade. Među ostalima, serija je osvojila četiri Zlatna globusa i čak 13 prestižnih televizijskih nagrada Emmy što do danas nije uspjelo niti jednoj drugoj televizijskoj mini-seriji.

## Radnja

### Prvi nastavak:Join or Die
Radnja prvog nastavka započinje hladne zime u Bostonu u noći Bostonskog masakra. John Adams dolazi na poprište događaja nakon što je čuo pucnjeve britanskih vojnika koji su ubili nekoliko ljutitih građana Bostona. Kao cijenjeni odvjetnik u svojim srednjim 30-im godinama života, Adams je poznat po tome što vjeruje u zakon i pravdu pa ga zbog toga narednik britanskih vojnika, kapetan Thomas Preston zamoli da ih brani na sudu. Iako u početku nevoljko, on ipak pristaje preuzeti slučaj znajući da će time razljutiti svoje susjede i prijatelje. Slučaj je preuzeo isključivo iz razloga što vjeruje da svatko ima pravo na pravedno suđenje. Njegov rođak Samuel Adams jedan je od glavnih kolonista koji se suprotstavljaju akcijama britanske vlasti te također jedan od izvršnih članova Sinova Slobode, anti-britanske skupine. Osim što tijekom nastavka gledamo Adamsovu privrženost slučaju obrane britanskih vojnika na sudu također vidimo i njegovu privrženost i poštovanje koje gaji prema vlastitoj supruzi, Abigail. Nakon mnogih iskaza i svjedočenja na sudu, porota oslobađa britanske vojnike optužbi za ubojstvo, a do kraja nastavka Adams je izabran kako bi sudjelovao u radu prvog kontinentalnog kongresa.

### Drugi nastavak:Independence
Drugi nastavak vrti se oko nesuglasica među članovima drugog kontinentalnog kongresa u vezi s proglašenjem nezavisnosti od Velike Britanije te također oko donošenja finalne verzije Deklaracije nezavisnosti. Tijekom zasjedanja kontinentalnih kongresa, Adams je portretiran kao jedan od predvodnika onih koji žele proglasiti nezavisnost te također odigrava važnu ulogu u izboru tadašnjeg pukovnika Georgea Washingtona kao vođe kontinentalne vojske. 
Međutim, u vlastitom nastojanju da se krene u akciju što prije, Adams uspijeva razljutiti mnoge kolege (osnivače SAD-a), a također i uvrijedi miroljubivog člana kontinentalnog kongresa implicirajući da on boluje od religioznog moralnog kukavičluka što ga pretvara u "zmiju na njegovom trbuhu". Kasnije Benjamin Franklin upozorava Adamsa: "Sasvim je prihvatljivo uvrijediti čovjeka dok privatno razgovarate za što će Vam on kasnije možda čak biti i zahvalan, ali kada to učinite javno, ljudi pomisle da mislite ozbiljno." Upravo ova rečenica ukazat će na Adamsovu primarnu manu: njegovu nabusitost i nedostatak uljudnosti (otmjenosti, suptilnosti) prema svojim političkim protu-kandidatima što će mu priuštiti mnogo neprijatelja i u konačnici ostaviti mrlju na njegovoj političkoj karijeri. Također će pridonijeti i mišljenju povjesničara o njegovom karakteru zbog čega će oni ignorirati njegova mnoga postignuća. 

### Treći nastavak:Don't Tread on Me
U trećem nastavku Adams putuje u Europu tijekom Rata za nezavisnost kako bi pronašao saveznike, a tijekom putovanja brod kojim putuje sukobljava se s britanskom mornaricom. U Francuskoj se susreće s Benjaminom Franklinom na dvoru Luja XVI. Francusko plemstvo - u svom zadnjem desetljeću postojanja prije Francuske revolucije koja će ga uništiti - prikazano je izuzetno dekadentnim. Ono veselo prihvaća Franklina, gledajući ga više kao romantičnu figuru, ne shvaćajući da će ga baš on zaraziti demokracijom. Adams, s druge strane, kao običan i odani čovjek (pogotovo svojoj supruzi) ne može shvatiti niti prihvatiti sve ono što ga okružuje - zabave i seksualne izopačenosti francuske elite. Dapače, on se često nalazi u sukobu sa svojim prijateljem Benjaminom Franklinom koji je prihvatio francuski način ponašanja kako bi zavođenjem postigao ono što će Adams postići političkim igricama. Franklin oštro kritizira Adamsa zbog njegovog nedostatka diplomatske sposobnosti te ga u konačnici razrješava svih obaveza i diplomatskog autoriteta u Parizu. 
Adams, sada odlučan u namjeri da uči na vlastitim pogreškama, otputuje u Nizozemsku republiku kako bi osigurao financijsku potporu za Revoluciju. Premda se pokaže da Nizozemci podupiru Amerikance u početku ne misle da bi savezništvo bila dobra ideja. Međutim, nakon uspjeha u Yorktownu i pobjede Revolucije, nizozemski financijeri osiguraju prvu službenu posudbu za američku vladu. Svoje razdoblje provedeno u Nizozemskoj, Adams završava u krevetu, bolestan.

### Četvrti nastavak:Reunion
Na početku četvrtog nastavka Adams saznaje da je Revolucija završena i da su Britanci poraženi. Nakon toga odlazi u Pariz kako bi dogovorio Mir u Parizu 1783. godine. Vrijeme provodi družeći se s Benjaminom Franklinom i Thomasom Jeffersonom, a i supruga Abigail mu dolazi u posjet. Uskoro Franklin obavještava Adamsa da je postao prvim ambasadorom SAD-a u Ujedinjenom Kraljevstvu te da se zbog toga mora preseliti u London. Tamo Adamsa primaju izrazito loše budući on predstavlja do nedavno neprijatelja, ali simbolično predstavlja i katastrofalan poraz njihovog velikog carstva i moći. U Londonu se Adams susreće s Đurom III. i, premda njihov sastanak ne završava loše, Adams je ismijan u britanskim novinama. Godine 1789. Adams se skupa s Abigail vraća u državu Massachusetts na prve predsjedničke izbore gdje se nakon dugo vremena udružuju sa svojom djecom koja su sada sva odrasla. George Washington izabran je za prvog Predsjednika SAD-a, a John Adams za prvog Potpredsjednika.

### Peti nastavak:Unite or Die
Peti nastavak započinje s Johnom Adamsom koji predsjeda Senatom i vodi debatu oko toga kako će se službeno oslovljavati novi Predsjednik. Adams je poprilično frustriran svojom ulogom: njegova mišljenja se ignoriraju i on sam ne posjeduje vlastitu moć osim u slučaju izjednačenih glasova kada može dati svoj odlučujući. Također je isključen iz bliskog kruga suradnika Georgea Washingtona, a njegovi odnosi s Thomasom Jeffersonom i Alexanderom Hamiltonom su dodatno zahladjeli. Čak ga i sam Predsjednik Washington u jednom trenutku ukori zbog njegovih nastojanja da "rojalizira" ured Predsjednika. Ipak, glavni element priče u petom nastavku je borba kako bi se donio Sporazum o prijateljstvu, trgovini i nautici s Britanijom koji sam Adams mora ratificirati pred Senatom koji se nikako ne može složiti oko istoga (premda, povijesno gledano, njegov glas nije bio potreban). Nastavak završava njegovom inauguracijom kao drugog Predsjednika SAD-a.

### Šesti nastavak:Unnecessary War
Šesti nastavak pokriva kompletan Adamsov predsjednički mandat te prekid dobrih odnosa između Federalista pod vodstvom Hamiltona i Republikanaca pod vodstvom Jeffersona. Adamsovu neutralnost niti jedna strana ne prihvaća dobro. Njegov uzdrman odnos s Potpredsjednikom, Thomasom Jeffersonom, još više je ugrožen zbog Adamsovog defenzivnog pristupa problemu s Francuzima zbog propalih diplomatskih pokušaja. Međutim, Adamsov odnos s Hamiltonom postaje još gori nakon što odluči poduzeti sve što je u njegovoj moći kako bi spriječio rat s Francuzima (kojem se Hamilton potajno nada). Osim toga, Adams se odriče i svog sina Charlesa koji uskoro umire zbog problema s alkoholom. Kasnije tijekom njegovog mandata, Adams postaje cijenjen zbog toga što je spriječio mogući rat s Francuzima, iako sve to pada brzo u zaborav nakon što izgubi predsjedničke izbore 1800. godine. Zbog izrazito lošeg publiciteta kojeg je imao tijekom svog mandata, Adams gubi predsjednčku utrku od svog Potpredsjednika Thomasa Jeffersona i njegovog novog kolege Aarona Burra (obojica su iz iste stranke). Ovi predsjednički izbori danas su poznati kao Revolucija 1800. godine. Na kraju nastavka Adams napušta Predsjedničku palaču (danas znanu pod imenom Bijela kuća) te se povlači svom osobnom životu u državi Massachusetts u ožujku 1801. godine. 

### Sedmi nastavak:Peacefield
Posljednji nastavak mini-serije pokriva Adamsove godine koje je proveo u mirovini. Njegov život kod kuće prepun je boli i tuge nakon što kćerka Nabby umre od raka dojke, a ubrzo nakon nje i supruga Abigail podlegne trbušnom tifusu. Premda će doživjeti izbor svoga sina, Johna Quincyja, za šestog Predsjednika SAD-a, Adams će biti prebolestan da prisustvuje inauguraciji. U posljednjim godinama svojih života, Adams i Jefferson se pomiruju kroz zajedničku korespondenciju i obojica umiru nekoliko sati jedan poslije drugoga na dan kad se obilježava točno 50. godišnjica Deklaracije o nezavisnosti (4. srpnja); Jefferson je imao 83, a Adams 90 godina. 

## Glumačka postava
| Glumac             | Uloga               |
| ------------------ | ------------------- |
| Paul Giamatti      | John Adams          |
| Laura Linney       | Abigail Adams       |
| Stephen Dillane    | Thomas Jefferson    |
| David Morse        | George Washington   |
| Tom Wilkinson      | Benjamin Franklin   |
| Rufus Sewell       | Alexander Hamilton  |
| Justin Theroux     | John Hancock        |
| Danny Huston       | Samuel Adams        |
| Clancy O'Connor    | Edward Rutledge     |
| Željko Ivanek      | John Dickinson      |
| Ebon Moss-Bachrach | John Quincy Adams   |
| Sarah Polley       | Abigail Adams Smith |
| Andrew Scott       | William S. Smith    |
| John Dossett       | Benjamin Rush       |
| Mamie Gummer       | Sally Smith Adams   |
| Caroline Corrie    | Louisa Adams        |
| Samuel Barnett     | Thomas Adams        |
| Kevin Trainor      | Charles Adams       |
| Tom Hollander      | Đuro III.           |
| Damien Jouillerot  | Luj XVI.            |
| Guy Henry          | Jonathan Sewall     |
| Brennan Brown      | Robert Treat Paine  |
| Paul Fitzgerald    | Richard Henry Lee   |
| Tom Beckett        | Elbridge Gerry      |
| Del Pentecost      | Henry Knox          |
| Tim Parati         | Caesar Rodney       |

## Nagrade i nominacije

### Emmy
Mini-serija John Adams dobila je dvadeset i tri nominacije za prestižnu televizijsku nagradu Emmy od kojih je osvojila čak trinaest čime je oborila prethodni rekord najviše osvojenih Emmyja kojeg je držala mini-serija Anđeli u Americi. Serija također drži i rekord po najviše osvojenih Emmy nagrada nekog televizijskog programa u jednoj godini.
| Godina | Kategorija                                                            | Nominirani      | Nastavak                          | Rezultat   |
| ------ | --------------------------------------------------------------------- | --------------- | --------------------------------- | ---------- |
| 2008.  | Najbolja mini-serija                                                  |                 |                                   | Pobjeda    |
| 2008.  | Najbolji scenarij (mini-serija ili TV-film)                           | Kirk Ellis      | Drugi nastavak, Independence      | Pobjeda    |
| 2008.  | Najbolji glavni glumac u mini-seriji ili TV-filmu                     | Paul Giamatti   |                                   | Pobjeda    |
| 2008.  | Najbolja glavna glumica u mini-seriji ili TV-filmu                    | Laura Linney    |                                   | Pobjeda    |
| 2008.  | Najbolji sporedni glumac u mini-seriji ili TV-filmu                   | Tom Wilkinson   |                                   | Pobjeda    |
| 2008.  | Najbolja scenografija (mini-serija ili TV-film)                       |                 |                                   | Pobjeda    |
| 2008.  | Najbolji casting (mini-serija, TV-film ili posebni program)           |                 |                                   | Pobjeda    |
| 2008.  | Najbolja kamera (mini-serija ili TV-film)                             |                 | Drugi nastavak, Independence      | Pobjeda    |
| 2008.  | Najbolja kostimografija (mini-serija, TV-film ili posebni program)    |                 | Četvrti nastavak, Reunion         | Pobjeda    |
| 2008.  | Najbolja šminka                                                       |                 |                                   | Pobjeda    |
| 2008   | Najbolja montaža zvuka (mini-serija, TV-film ili posebni program)     |                 | Treći nastavak, Don't Tread On Me | Pobjeda    |
| 2008.  | Najbolji zvuk (mini-serija ili TV-film)                               |                 | Treći nastavak, Don't Tread On Me | Pobjeda    |
| 2008.  | Najbolji specijalni efekti (mini-serija, TV-film ili posebni program) |                 | Prvi nastavak, Join or Die        | Pobjeda    |
| 2008.  | Najbolja režija (mini-serija ili TV-film)                             | Tom Hooper      |                                   | Nominacija |
| 2008.  | Najbolji sporedni glumac u mini-seriji ili TV-filmu                   | Stephen Dillane |                                   | Nominacija |
| 2008.  | Najbolji sporedni glumac u mini-seriji ili TV-filmu                   | David Morse     |                                   | Nominacija |
| 2008.  | Najbolja kamera (mini-serija ili TV-film)                             |                 | Treći nastavak, Don't Tread On Me | Nominacija |
| 2008.  | Najbolja frizura (mini-serija ili TV-film)                            |                 |                                   | Nominacija |
| 2008.  | Najbolja šminka (mini-serija ili TV-film)                             |                 |                                   | Nominacija |
| 2008.  | Najbolja originalna glazba (mini-serija, TV-film ili posebni program) |                 | Drugi nastavak, Independence      | Nominacija |
| 2008.  | Najbolja montaža slike (mini-serija ili TV-film)                      |                 | Drugi nastavak, Independence      | Nominacija |
| 2008.  | Najbolja montaža zvuka (mini-serija, TV-film ili posebni program)     |                 | Šesti nastavak, Unnecessary War   | Nominacija |
| 2008.  | Najbolji zvuk (mini-serija ili TV-film)                               |                 | Peti nastavak, Unite Or Die       | Nominacija |

### Zlatni globus
Serija John Adams bila je nominirana za četiri nagrade Zlatni globus i osvojila je sve četiri.
| Godina | Kategorija                                                  | Nominirani    | Rezultat |
| ------ | ----------------------------------------------------------- | ------------- | -------- |
| 2009.  | Najbolja mini-serija ili TV-film                            |               | Pobjeda  |
| 2009.  | Najbolja glumica u mini-seriji ili TV-filmu                 | Laura Linney  | Pobjeda  |
| 2009.  | Najbolji glumac u mini-seriji ili TV-filmu                  | Paul Giamatti | Pobjeda  |
| 2009.  | Najbolji sporedni glumac u seriji, mini-seriji ili TV-filmu | Tom Wilkinson | Pobjeda  |

## Vanjske poveznice
- John Adams u internetskoj bazi filmova IMDb-a